# Cittaslow
Cittaslow (viene de città que significa "ciudad" en italiano, y de slow que significa "lento" en inglés, es decir "ciudad lenta" en español) es un movimiento fundado en Italia en octubre de 1999. Se inspira en la organización Slow Food; Los objetivos de Cittaslow incluyen mejorar la calidad de vida en las ciudades mientras resisten a la homogeneización y la americanización, donde las franquicias predominan. Celebrar y apoyar la diversidad cultural y las características de la ciudad y su interior son el núcleo de los valores de la Cittaslow.
Cittaslow es parte de una tendencia cultural conocida como el Movimiento lento.
Cittaslow está expandido fuera de Italia. El 1 de enero de 2006, existían redes nacionales Cittaslow networks en Alemania, Noruega y Reino Unido; ciudades y localidades en otros países están trabajando en obtener la acreditación Cittaslow.

### Membresía
existen tres categorías de membresía: Cittaslow town (población menor a 50,000 habitantes); Cittaslow Supporter ( Población mayor a 50,000 habitantes); y Cittaslow Friend (individual o familia). Sin embargo, la membresía plena de Cittaslow sólo está abierta a poblacionens de 50,000 habitantes. Para poder aplicar a la membresía debe obtener al menos un 50% sobre las metas Cittaslow.
los principales propósitos del movimiento son:
- hacer la vida mejor para todos viviendo en un ambiente urbano.
- mejorar la calidad de vida de las ciudades
- resistencia a la homogeneización y globalización de los pueblos
- proteger el medioambiente
- promover la diversidad cultural y la unicidad de ciudades individuales
- proveer inspiración para un estilo de vida saludable.
- Llevar a cabo una política medioambiental.

## Municipios lentos en España
- Valmaseda (Vizcaya).
- Begas (Barcelona).
- Bagur (Gerona).
- Bubión (Granada).
- La Orotava (Tenerife).
- Lequeitio (Vizcaya).
- Morella (Castellón)
- Munguía (Vizcaya).
- Pals (Gerona).
- Rubielos de Mora (Teruel).

## Enlaces
- In Praise of Slowness 'Elogio de la lentitud' es un libro de EE. UU. por Carl Honore
- Cittaslow (en inglés)- Información sobre las Cittaslow.
- Información de Slow Cities en Italia
- Cittaslow on Facebook
- Cittaslow on Twitter
- Cittaslow on FriendFeed
- Cittaslow on Youtube